# Copa da Escócia de 1974–75
A Copa da Escócia de 1974-75 foi a 90º edição do torneio mais antigo do futebol da Escócia. O campeão foi o Celtic F.C., que conquistou seu 24º título na história da competição ao vencer a final contra o Airdrieonians F.C., pelo placar de 3 a 1.

## Premiação
| Copa da Escócia de 1974-75       |
| Escócia                          |
| -------------------------------- |
| Celtic F.C. Campeão (24º título) |